# Jardins de l'Hevsel
Les jardins de l'Hevsel ou jardins du Hevsel (en kurde : Baxçeyên Hewselê) sont les 700 hectares de terres cultivées et fertiles près du Tigre, dans l'est de la Turquie, entre la forteresse (en) de Diyarbakır et le fleuve.
La ville fortifiée était entourée d'un système de murs défensifs en deux parties, et les jardins, alimentés par des sources situées sur la pente raide en contrebas, jouaient un rôle essentiel dans l'approvisionnement et l'arrosage de la ville.
Les jardins de l'Hevsel sont inscrits au patrimoine mondial de l'Unesco depuis 2015, avec les murs de la forteresse de Diyarbakır, sous le nom de « Paysage culturel de la forteresse de Diyarbakır (en) et des jardins de l’Hevsel ».

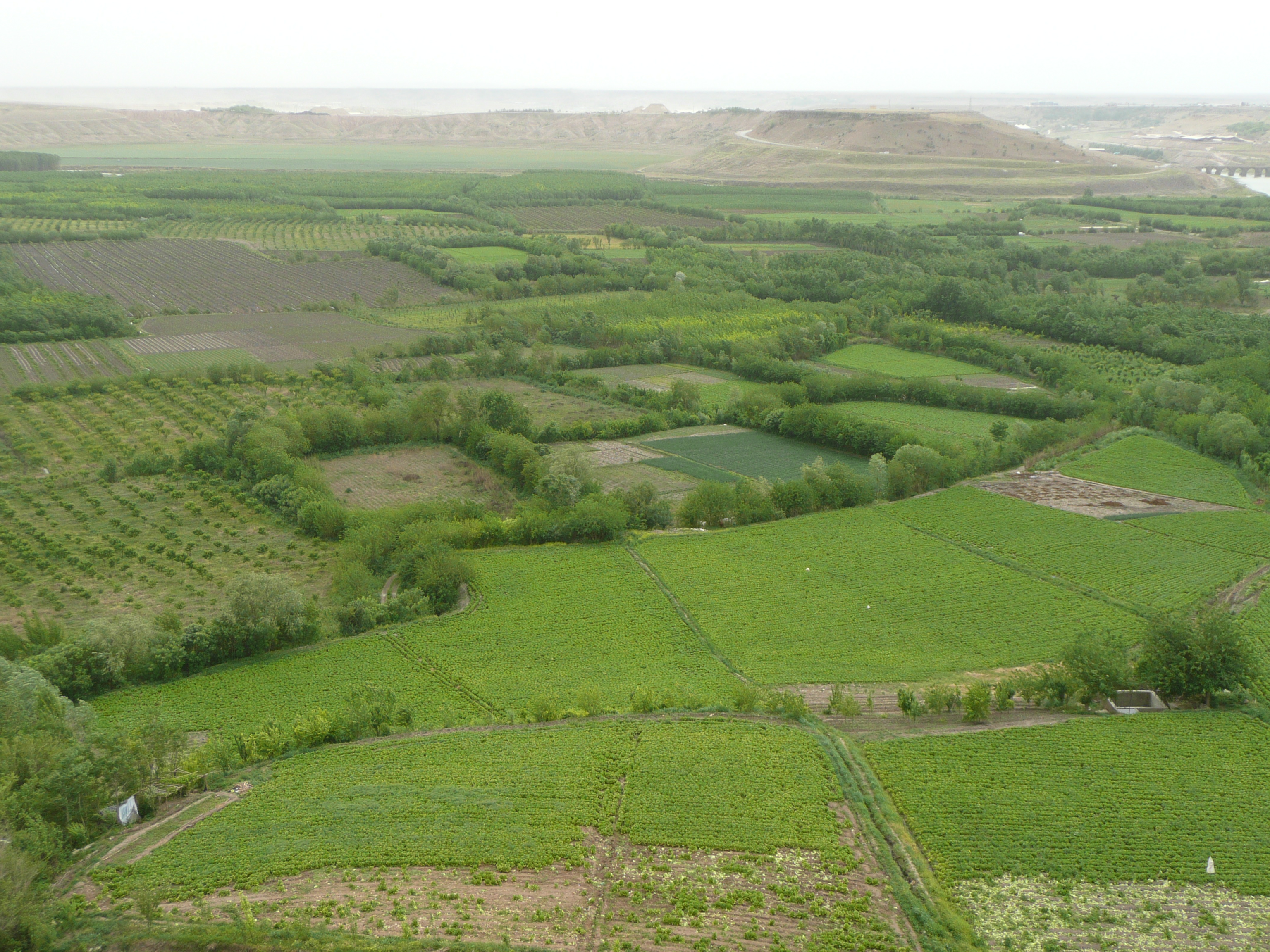
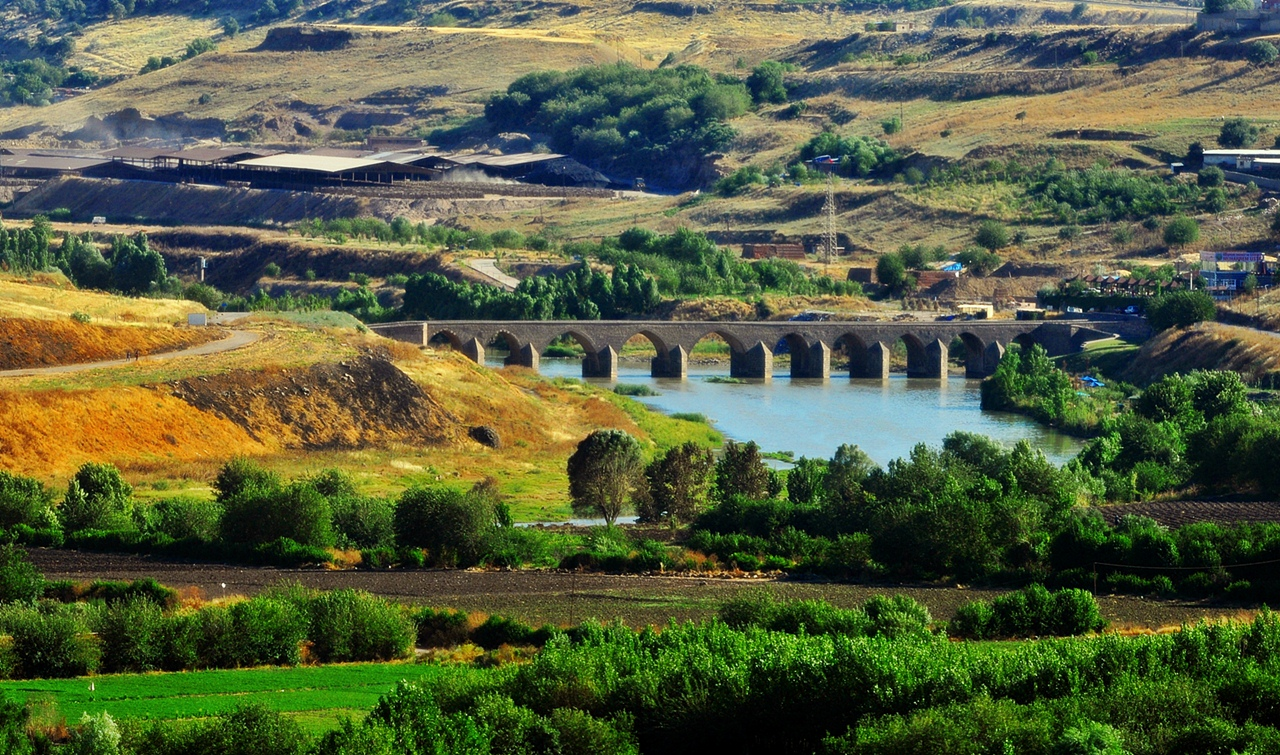
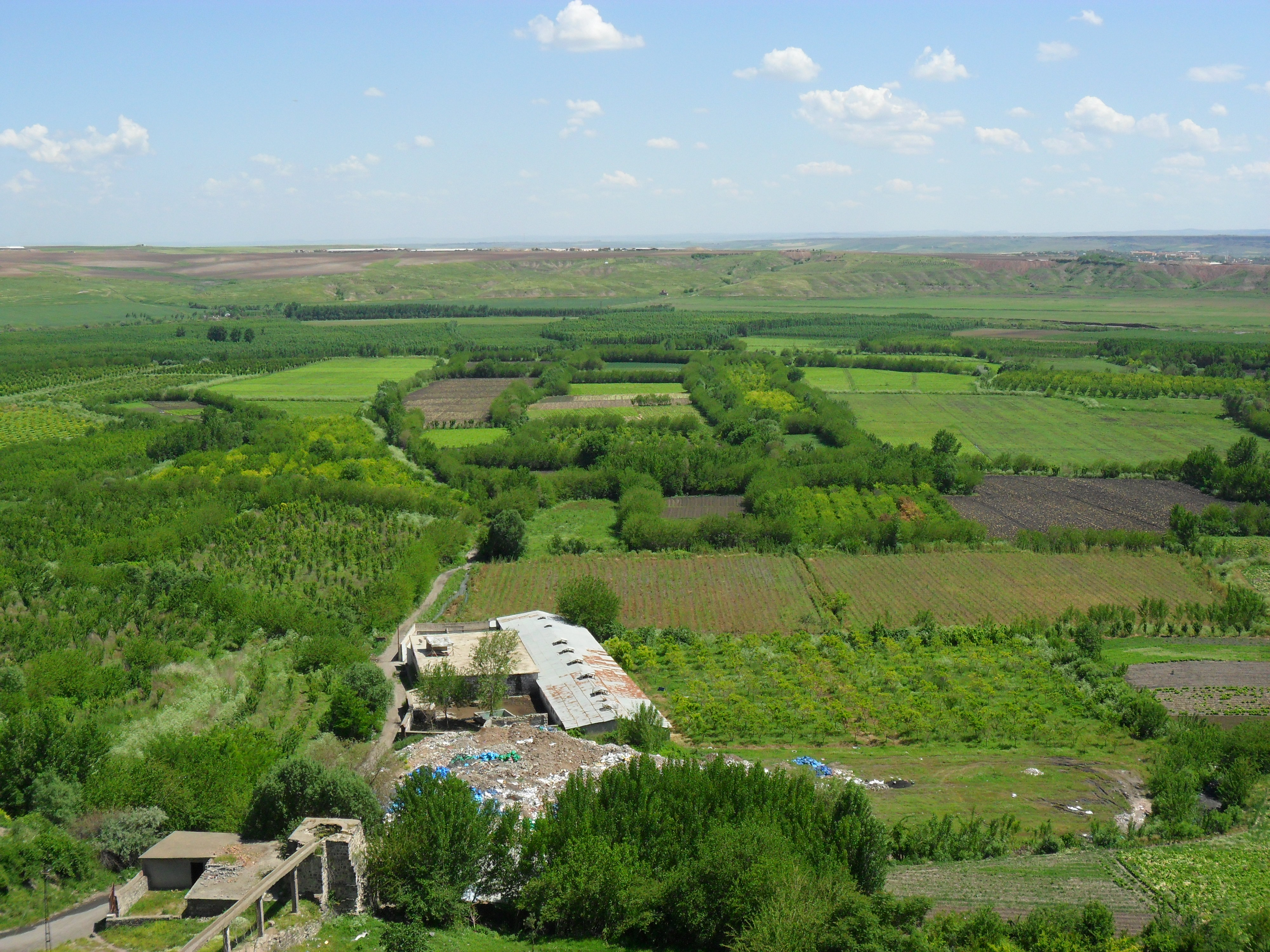
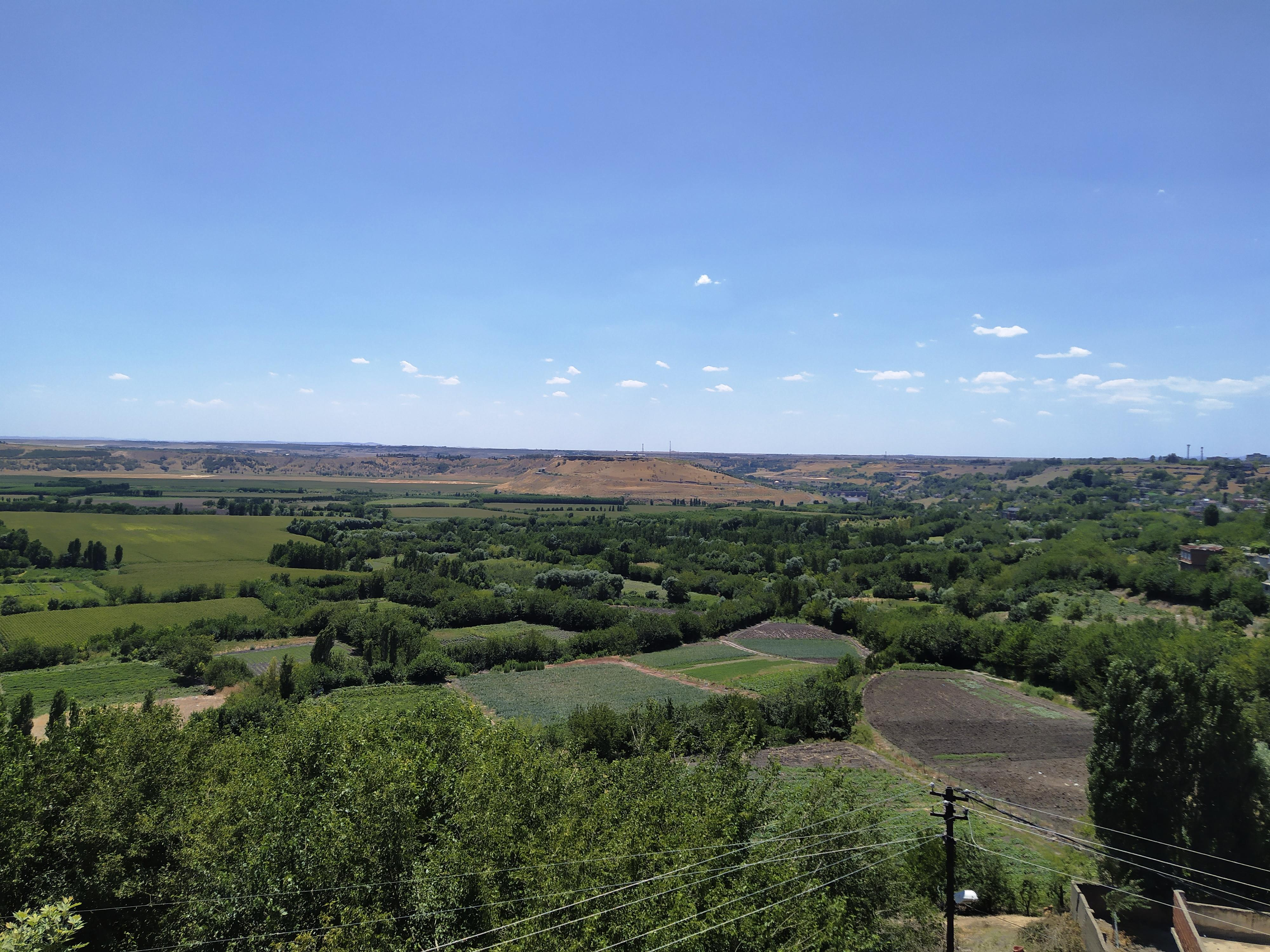